# Charles J. Jenkins
Charles Jones Jenkins (Beaufort, 6 gennaio 1805 – Augusta, 14 giugno 1883) è stato un politico statunitense.
44º governatore della Georgia, gli è dedicata la contea di Jenkins.

## Biografia
Nato in Carolina del Sud nel 1805, si trasferì presto in Georgia con la famiglia. Studiò legge all'Union College di New York, divenendo avvocato. Entrato presto in politica, cambiò più volte schieramento, passando dai democratici ai whig e divenendo procuratore generale dal 1831 al 1834 e presidente del Congresso georgiano più volte nel corso degli anni.
Favorevole allo schiavismo, non si oppose tuttavia al compromesso del 1850 e fu uno dei più ardenti sostenitori del Partito di Unione Costituzionale, un tentativo di mediazione fra le anime politiche statunitensi dei primi anni '50. Era per questo tenuto in gran conto dai moderati, tanto che il presidente degli Stati Uniti Millard Fillmore l'avrebbe voluto al suo fianco, mentre nelle elezioni presidenziali del 1852 fu il candidato vicepresidente di Daniel Webster (anche se ebbero poco successo).
Nel 1853, alla scadenza del mandato del compagno di partito Howell Cobb, Jenkins corse come governatore della Georgia da candidato dei costituzionalisti, ma perse contro il democratico Herschel V. Johnson. Tornò allora nel Partito Whig, e alla sua dissoluzione nel 1856 scelse di non schierarsi con altre formazioni politiche e rimase indipendente. Per questo, considerandolo non allineato con nessuno, il governatore Joseph E. Brown lo nominò giudice della Corte Costituzionale georgiana durante gli anni della guerra di secessione.
Nel 1865, alla scadenza nel mandato provvisorio di James Johnson, Jenkins venne eletto nuovo governatore della Georgia. Le sue idee anti-abolizioniste lo portarono tuttavia presto a scontrarsi con Washington: strenuo sostenitore della schiavitù, tentò in tutti i modi di impedire l'attuazione dell'emancipazione nello Stato, ricorrendo anche alla Corte Suprema.
Lo scontro arrivò al culmine nel gennaio 1868, quando il generale George G. Meade, che ancora occupava la Georgia, richiese formalmente a Jenkins d'indire una convenzione che ratificasse le riforme volute da Washington. Il governatore rifiutò, allora Meade lo depose e lo sostituì col militare Thomas H. Ruger. Jenkins allora si diede alla fuga, portando con sé il sigillo governatoriale e vari documenti importanti, mentre il suo tesoriere sottrasse 400 000 dollari.
Jenkins visse all'estero fino al 1870, quanto tornò ad Augusta, continuando a non riconoscere i governi successivi al proprio. Solo nel 1872, all'elezione del democratico James M. Smith, decise di riconsegnare il sigillo e i documenti rubati. Alle elezioni presidenziali del 1872 ricevette due voti dei grandi elettori nonostante non si fosse candidato, mentre continuò a ricoprire cariche politiche minori fino alla morte nel 1883.